# Germaine Pican
Germaine Pican, née le 10 octobre 1901 à Malaunay et morte le 29 janvier 2001 à Bois-Guillaume, est une femme politique française. Membre du Parti communiste français, elle est conseillère de la République de la Seine-Inférieure de 1946 à 1948.

## Biographie

### Jeunesse
Diplômée de l’école normale, Germaine Morigot exerce la profession d’institutrice. En 1923, elle épouse André Pican, instituteur lui aussi. Le couple a deux filles.
Elle adhère au Parti communiste au moment du Front populaire et mènera toujours la lutte politique sous sa bannière.

### Seconde guerre mondiale
Pendant l’Occupation de la France par l'Allemagne nazie, son mari et elle s’engagent dans la Résistance. Germaine Pican est arrêtée en 1941, relâchée, puis arrêtée de nouveau début 1942. Le 23 mars, elle est transférée à la prison de la Santé, puis envoyée au fort de Romainville le 24 août 1942.
Arrêté pour faits de résistance — il avait organisé la Résistance en Normandie —, André Pican est fusillé comme otage au Mont Valérien le 23 mai 1942.
Germaine Pican est déportée dans le convoi dit des 31000 à Auschwitz avec 230 autres femmes. Elle sera affectée aux cuisines de Raisko, puis renvoyée à Birkenau pour avoir essayé de faire passer des oignons à ses anciennes compagnes de Birkenau.
Elle trouve dans les marais un corbeau mort qu'elle partage avec ses compagnes de détention. Leur solidarité leur permet de survivre pendant leur captivité. Elle réussit à intégrer le kommando Raisko avec Marie Elisa Nordman, Cécile Charua, Charlotte Delbo, Lulu, Carmen et Madeleine Dechavassine. Raisko est un laboratoire qui est destiné à produire du caoutchouc à partir de kok-saghiz. Cette affectation améliore leur quotidien : elles peuvent se laver, reçoivent des vêtements et des chaussures propres et la nourriture y est meilleure. 
Elle est envoyée à Ravensbrück en août 1944 puis à Mauthausen en mars 1945, d'où elle est libérée le 22 avril. 

### Carrière politique
De retour en France, elle reprend ses activités politiques et est élue conseillère de la République de la Seine-Inférieure en 1946. Elle est membre de la commission des pensions, puis de celle de la famille. Non réélue en 1948, ni en 1952, elle reprend son métier d'enseignante jusqu'à sa retraite en 1955.
Elle continue ensuite à assumer des responsabilités au sein du PCF au plan fédéral, prenant notamment en charge la commission d'éducation. Elle est secrétaire départementale de l’Union des femmes françaises de 1953 à 1958.

## Distinctions
Elle est récipiendaire des décorations suivantes :
- Chevalière de la Légion d'honneur (1985)
- Officière de la Légion d'honneur (2000) (décret du 4 décembre 2000 publié au JORF n° 282 du 6 décembre 2000)
- Médaille de la Résistance française (décret du 10 janvier 1947)

Par ailleurs, elle est homologuée adjudante dans la Résistance intérieure française.

## Détail des fonctions et des mandats

### Mandat parlementaire
- du 8 décembre 1946 au 7 novembre 1948 : sénatrice de la Seine-Inférieure